# Gåsehud (bogserie)
| Bog | Spire Denne artikel om bøger og tidsskrifter er en spire som bør udbygges. Du er velkommen til at hjælpe Wikipedia ved at udvide den. |

Gåsehud er en serie af horrorbøger for børn af den amerikanske forfatter R. L. Stine, udgivet af Gyldendal. Historierne følger børn i skræmmende situationer der normalt involverer monstre og andre overnaturlige elementer. Fra 1992 til 1997 blev 62 bøger udgivet under Gåsehud-paraplyen. Gåsehud har affødt en tv-serie og merchandise, samt en spillefilm med Jack Black i hovedrollen som Stine.
Siden udgivelsen af den første roman i serien, De dødes hus, i juli 1992, har serien solgt over 350 millioner bøger på verdensplan på 32 sprog. Dermed er det den anden bedst sælgende bogserie i historien. De enkelte bøger i serien har også været nævnt på flere bestseller-lister, herunder New York Times bestseller-list for børn.